# Lam Tara Towers
Les Lam Tara Towers est un projet immobilier de Dubaï dont la construction a été abandonnée en 2009 peu après le début des travaux.
La plus grande des deux tours aurait dépassé les 360 mètres de haut et aurait eu plus de 70 étages. La seconde tour aurait comporté 60 étages pour une hauteur de 320 mètres.
Les tours étaient situées sur la Sheikh Zayed Road, juste en face de la Millennium Tower, qui mesure 285 mètres de haut.